# Lijst van stadsarchitecten van Amsterdam
De Nederlandse stad Amsterdam kende in het verleden diverse stadsarchitecten. Hieronder een lijst op chronologische volgorde.
- Lieven de Key[2] (1560-1627)
- Hendrick de Keyser (1565-1621)
- Daniël Stalpaert (1615-1676)
- Bastiaan de Greef (1818-1899), actief 1888-1899
- Adriaan Willem Weissman (1858-1923), actief 1891-1894
- Evert Breman (1859-1926)
- Cornelis van Eesteren (1897-1988)
- Ben Merkelbach (1901-1961), actief 1956-1960